# Doorslag (gereedschap)

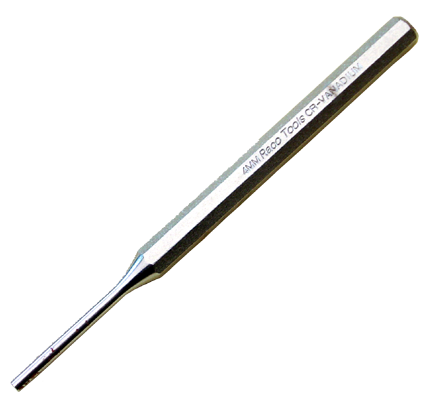
Doorslag (pendrijver)

Een doorslag is een stuk gereedschap dat, met behulp van een hamer, gebruikt wordt bij het (de)monteren van pennen in gaten.
Doorslagen zijn vervaardigd van gereedschapsstaal, ze zijn verkrijgbaar in veel verschillende maten. De punt is gewoonlijk vlakgeslepen. Een doorslag kan voorzien zijn van een conische- of cilindrische pen. Deze laatste wordt ook wel pendrijver genoemd. Een pendrijver is bij uitstek geschikt voor het verwijderen van stiften, bouten en scharnierpennen, omdat deze tijdens het uitdrijven niet vastloopt in het gat.
Een doorslag met een conische pen lijkt veel op een drevel, of een centerpons. Een doorslag is echter voorzien van een vlakke punt, terwijl een drevel een holle punt heeft, en een centerpons een spitse punt.